# Зимарка (деревня)
Зима́рка — деревня в Воскресенском районе Нижегородской области. Входит в состав Владимирского сельсовета.
Имеет одну улицу Зелёная с 20 домами в два порядка. Находится в 6 километрах от административного центра — села Владимирского.
| 1999 | 2002 | 2010 |
| ---- | ---- | ---- |
| 15   | ↘6   | ↗11  |

## География
Располагается на холме у поймы правого берега небольшой реки Зимара, левого притока реки Люнды.
Деревня расположена в 3 км от автодороги K18 Нижний Новгород — Воскресенское, которая ответвляется в деревне Боковая на Воскресенское направление от региональной автодороги Р159.

## История
Деревня названа по имени реки Зимара, которая берет своё начало в таёжных и болотистых лесах у этого поселения. Располагается деревня на правом берегу поймы этой небольшой лесной омутистой речки.